# Herrarnas sprint i bancykling vid olympiska sommarspelen 1972
Herrarnas sprint i bancykling vid olympiska sommarspelen 1972 ägde rum den 1-2 september 1972 i München.

## Medaljörer
| Event            | Guld                     | Silver                    | Brons                        |
| Herrarnas sprint | Daniel Morelon Frankrike | John Nicholson Australien | Omar Pkhakadze Sovjetunionen |

## Slutliga placeringar
| Placering   | Slutlig placering           |
| ----------- | --------------------------- |
|             | Daniel Morelon (FRA)        |
|             | John Nicholson (AUS)        |
|             | Omar Pkhakadze (URS)        |
| 4           | Klaas Balk (NED)            |
| 5T          | Niels Fredborg (DEN)        |
| 5T          | Hans-Jürgen Geschke (GDR)   |
| 5T          | Massimo Marino (ITA)        |
| 5T          | Peter van Doorn (NED)       |
| 2 h1 r7/10  | Karl Köther (FRG)           |
| 2 h2 r7/10  | Vladimír Vačkář (TCH)       |
| 2 h1 r6/10  | Ivan Kučírek (TCH)          |
| 2 h2 r6/10  | Robert Maveau (BEL)         |
| 2 h3 r6/10  | Leslie King (TRI)           |
| 2 h4 r6/10  | Peder Pedersen (DEN)        |
| 3 h1 r6/10  | Gérard Quintyn (FRA)        |
| 3 h2 r6/10  | Ezio Cardi (ITA)            |
| 3 h3 r6/10  | Serhiy Kravtsov (URS)       |
| 3 h4 r6/10  | Andrzej Bek (POL)           |
| 2 h1 r4/10  | Jeffrey Spencer (USA)       |
| 2 h2 r4/10  | Benedykt Kocot (POL)        |
| 2 h3 r4/10  | Roger Young (USA)           |
| 2 h4 r4/10  | Dieter Berkmann (FRG)       |
| 2 h5 r4/10  | Honson Chin (JAM)           |
| 2 h6 r4/10  | Ernie Crutchlow (GBR)       |
| 2 h7 r4/10  | Yoshikazu Cho (JPN)         |
| 2 h8 r4/10  | Carlos Reybaud (ARG)        |
| 3 h6 r4/10  | Neville Hunte (GUY)         |
| 3 h7 r4/10  | Ed McRae (CAN)              |
| 3 h8 r4/10  | Geoff Cooke (GBR)           |
| 2 h1 r2/10  | Hector Edwards (BAR)        |
| 2 h2 r2/10  | Werner Otto (GDR)           |
| 2 h3 r2/10  | Taworn Tarwan (THA)         |
| 2 h4 r2/10  | Félix Suárez (ESP)          |
| 2 h5 r2/10  | Jairo Díaz (COL)            |
| 2 h6 r2/10  | Kensley Reece (BAR)         |
| 2 h7 r2/10  | Maurice Hugh-Sam (JAM)      |
| 2 h8 r2/10  | Yaichi Numata (JPN)         |
| 2 h10 r2/10 | Arturo Cambroni (MEX)       |
| 2 h11 r2/10 | Geoffery Burnside (BAH)     |
| 2 h12 r2/10 | Carlos Galeano (COL)        |
| 3 h2 r2/10  | Suriya Chiarasapawong (THA) |
| 3 h4 r2/10  | Shue Ming-Fa (TPE)          |
| 3 h5 r2/10  | Winston Attong (TRI)        |
| 3 h7 r2/10  | Daud Ibrahim (MAS)          |
| AC h3 r2/10 | Manu Snellinx (BEL)         |
| AC h9 r2/10 | Víctor Limba (ARG)          |